# Moriz Kaposi
Moriz Kaposi, född 23 oktober 1837 i Kaposvár, död 6 mars 1902 i Wien, var en ungersk läkare.
Kaposi studerade i Wien hos dermatologen Ferdinand von Hebra, som senare blev hans svärfar, och blev där docent i dermatologi och syfilidologi 1867 samt 1875 extra ordinarie professor, 1881 ledare av dermatologiska universitetskliniken i Wien och 1895 ordinarie professor. Han utvecklade i betydlig grad den av von Hebra omskapade dermatologin, uppställde flera nya sjukdomsformer och utvidgade kunskapen om många andra. Resultatet av sina forskningar publicerade han dels i större handböcker och monografier, till exempel Pathologie und Therapie der Hautkrankheiten (1880; femte upplagan 1897), dels i ett hundratal mindre uppsatser i tidskrifter. År 1889 hörde han tillsammans med Joseph Doutrelepont, Edmund Lesser, Albert Neisser och Philipp Josef Pick till grundarna av tyska dermatologiska sällskapet.